# Måleriyrkets museum
Måleriyrkets museum var ett svenskt arbetslivsmuseum beläget på Brännkyrkagatan 71 på Södermalm i Stockholm. Museet öppnade 1970 och stängdes den 17 april 2018.

## Museet
Måleriyrkets museum var på 250 kvadratmeter och låg i ett äldre bostadshus som uppfördes 1781. Museet ägdes av Svenska målareförbundet och Måleriföretagen i Sverige och förvaltades av Målarnas Semesterkassa.
Museet visade dekormålarmästare Alvar Björkstads (1912–1999) verkstad, penslar och andra verktyg, vävar och tapeter samt exempel på illusionsmåleri och andra dekorationsmålningsarbeten.

## Bildgalleri

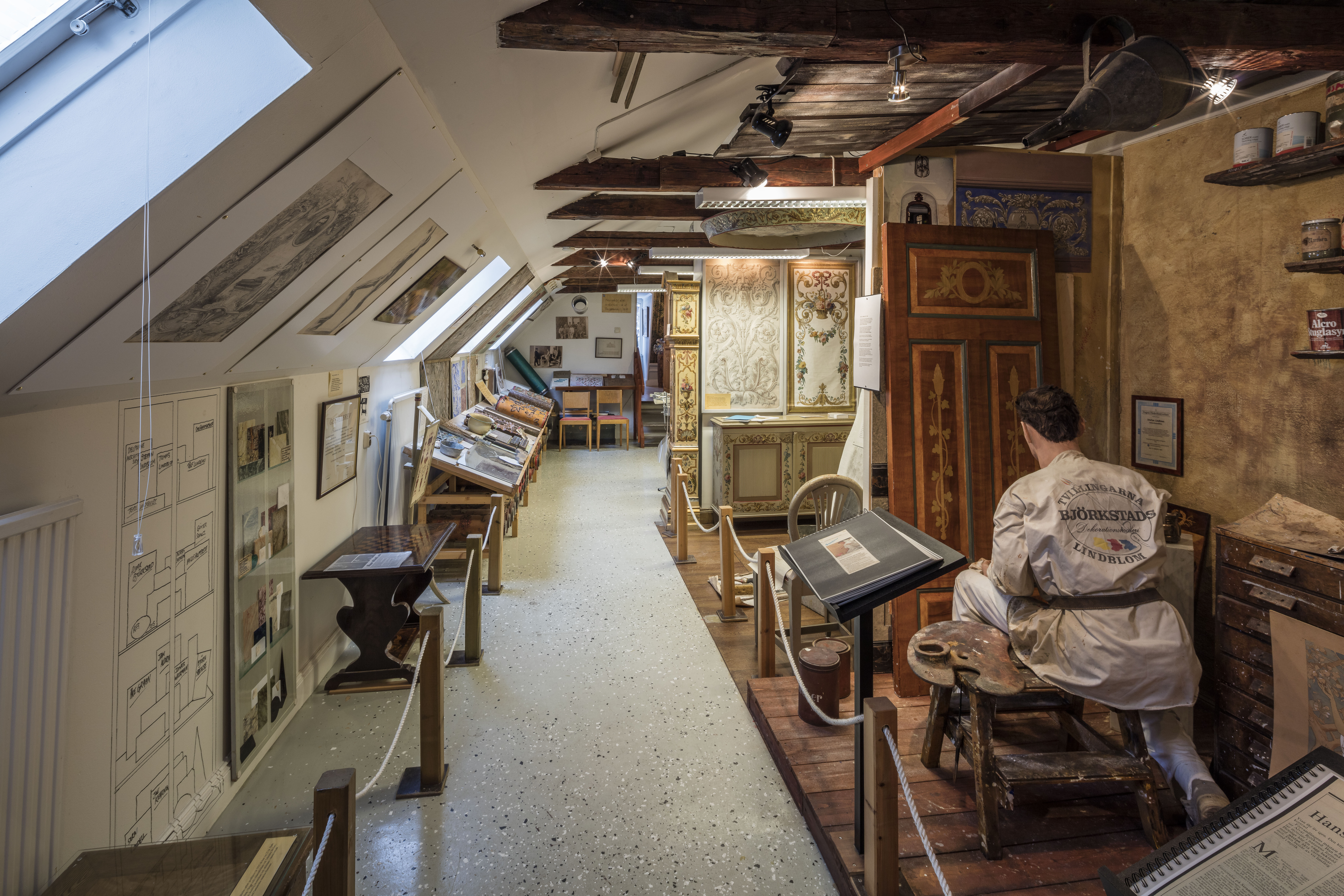
Västra längan
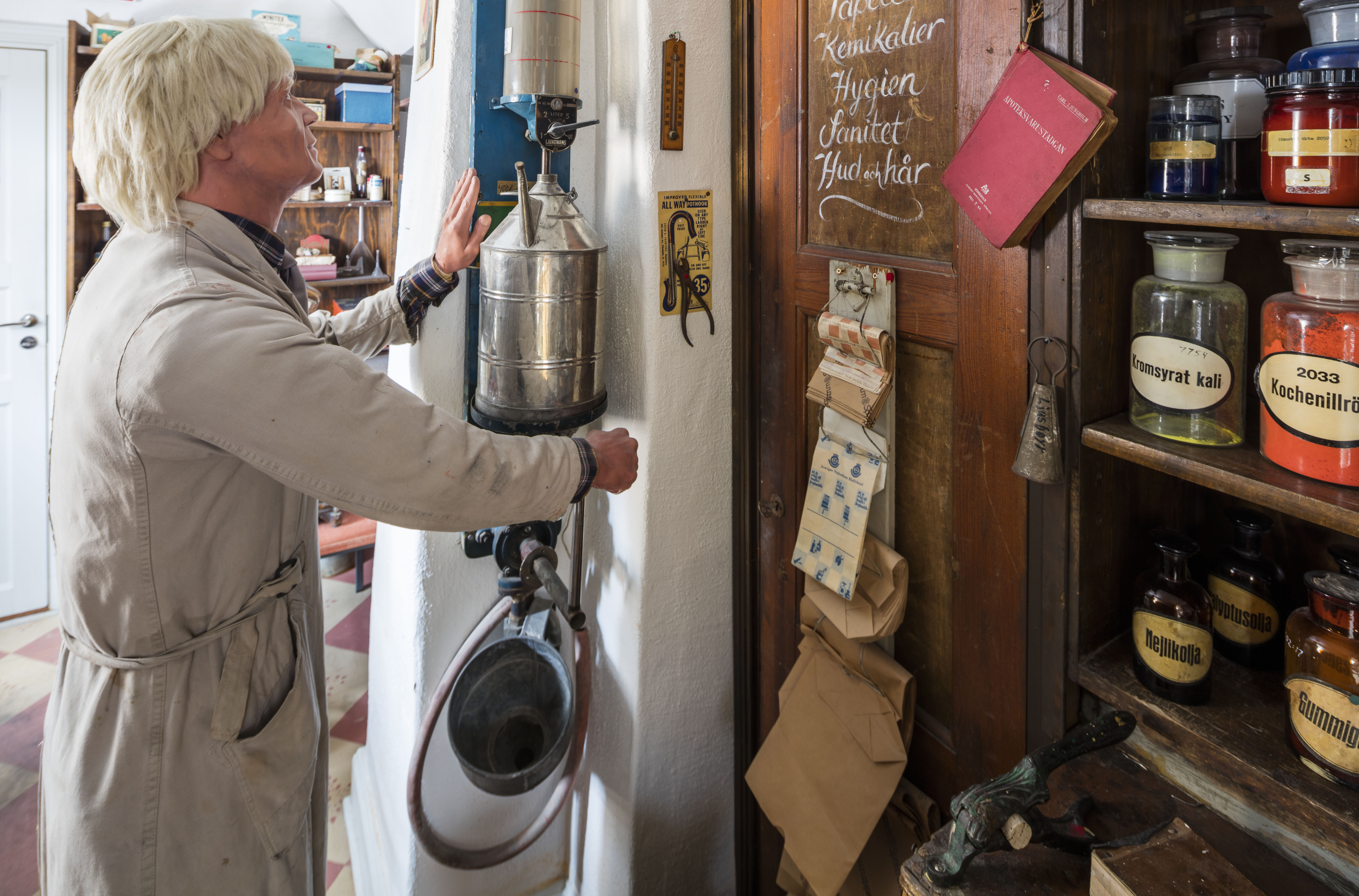
Färgblandning, västra längan
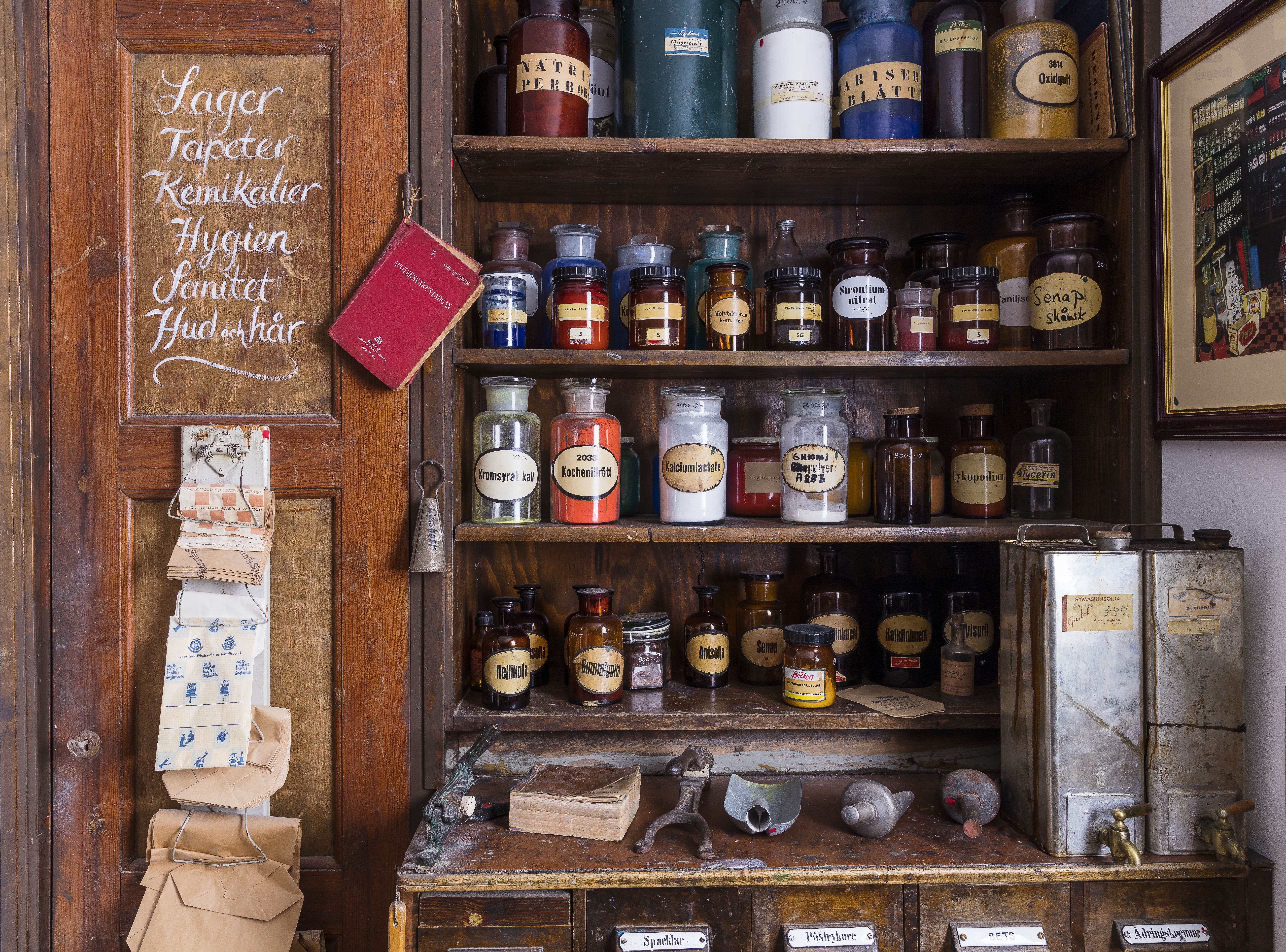
Färgingredienser
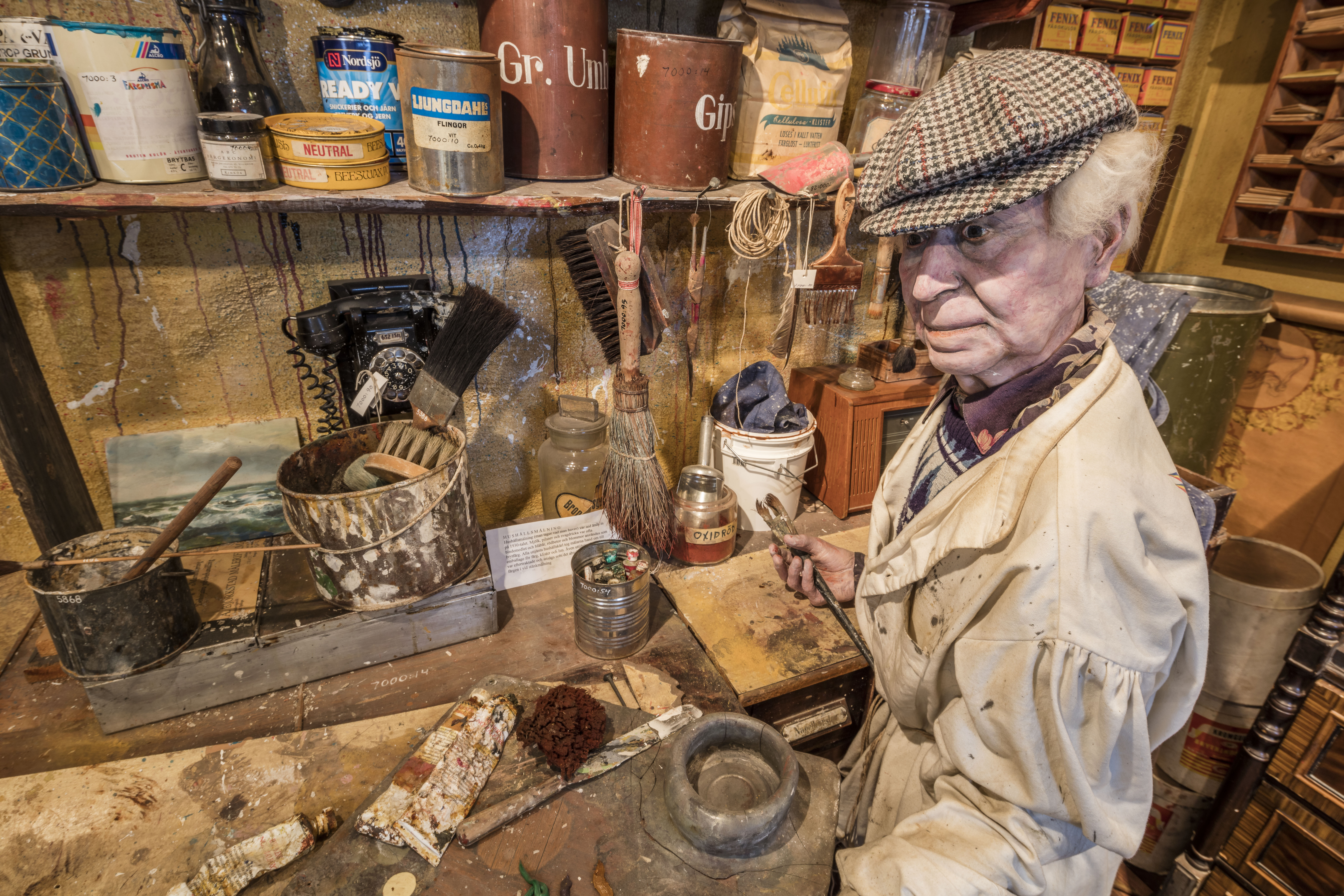
Alvar Björkstads verkstad
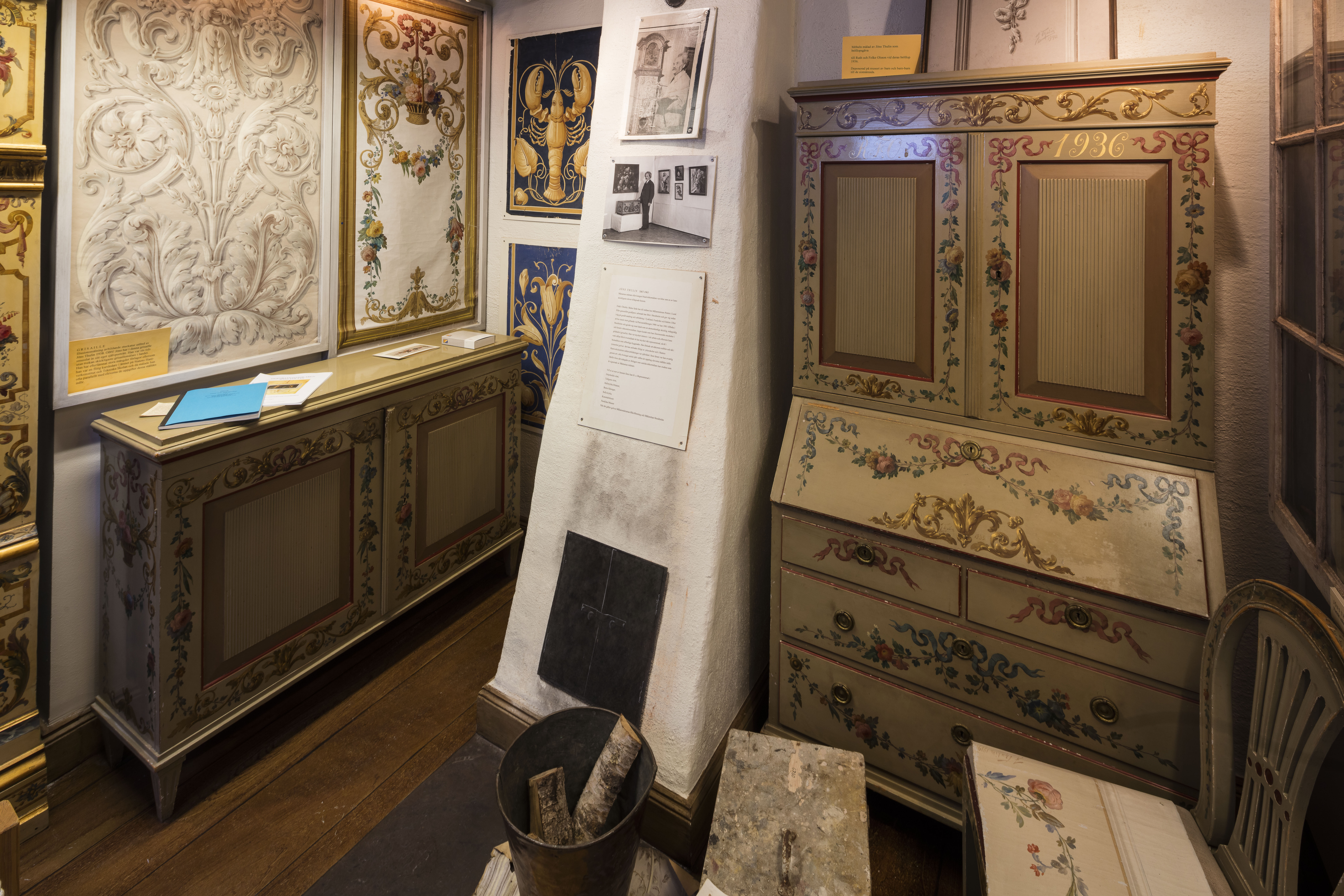
Dekorationsmåleri
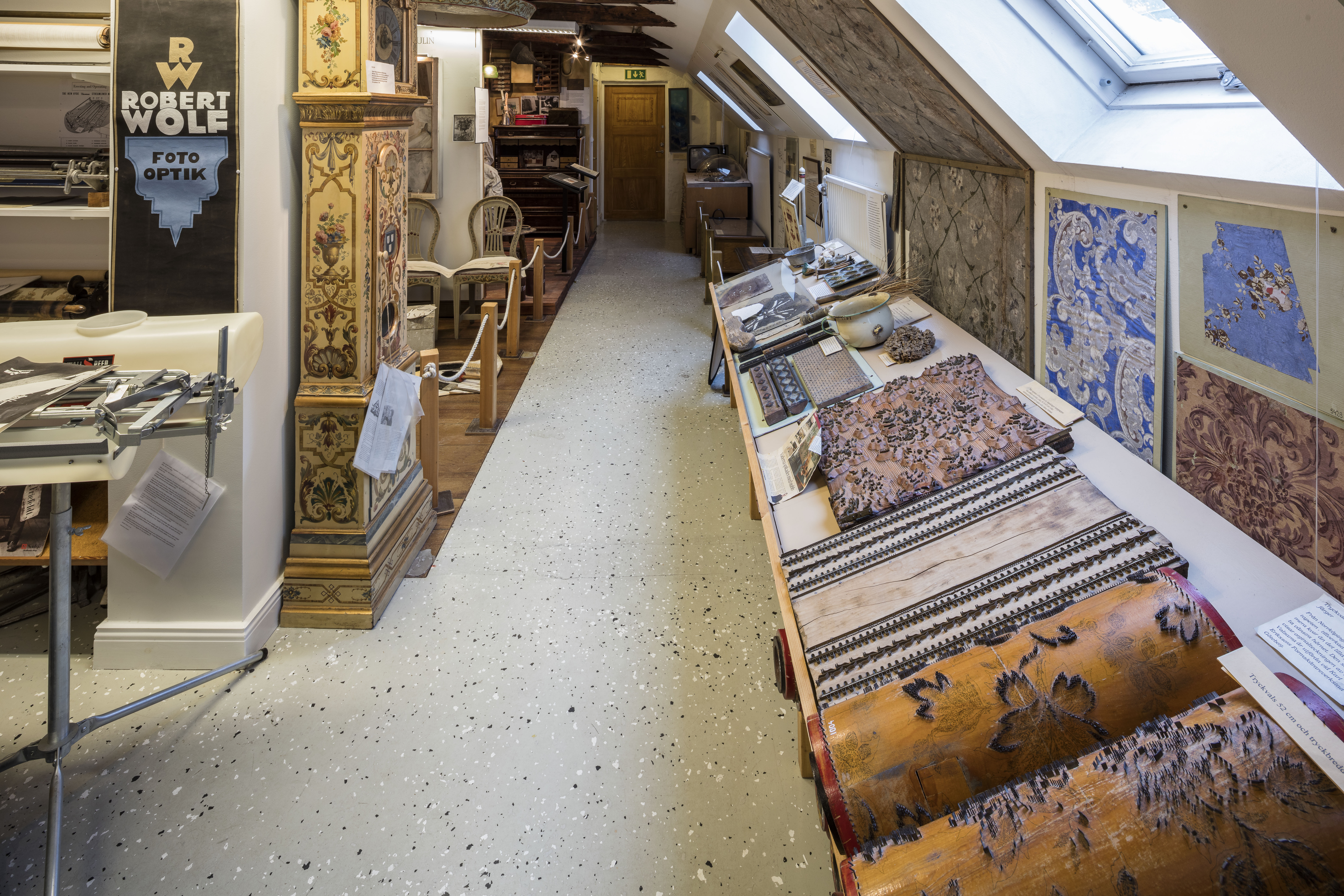
Tapeter och tapettryckvalsar, östra längan